# Günzel I van Schwerin
Günzel I van Schwerin ook bekend als Günzelin I (geboren tussen 1125 en 1130 - 18 juni 1185) was van 1160 tot 1185 de eerste graaf van Schwerin.

## Levensloop
Günzel I stamde vermoedelijk uit de adellijke familie van Von Hagen, zo genoemd naar de burcht van Hagen en die in de gebieden rond de steden Wolfenbüttel en Hildesheim heel wat landgoederen bezat.
Hij zou als burggraaf van Dahlenburg Hendrik de Leeuw geholpen hebben in zijn strijd tegen de heidense Abodriten. Nadat Günzel zich in de strijd en daarna de verovering van het Abodritengebieden had onderscheiden, benoemde Hendrik hem in 1160 tot graaf van Schwerin, een nieuw graafschap dat zich in vroeger Abodritengebied bevond. Als graaf van Schwerin bemachtigde Günzel de burcht van Schwerin en de burcht van Ilow. 
In 1164 bevestigde Günzel het vertrouwen dat hij van Hendrik de Leeuw gekregen had door in een moeilijke situatie de burchten van Schwerin en Ilow te verdedigen tegen de legers van de Abodritische vorst Pribislav, waarna Hendrik de rust kon herstellen. In de slag bij Verchen kon Günzel tegen alle verwachtingen in de Abodriten en hun Pommerse bondgenoten verslaan. Daarna begon bisschop Berno van Schwerin, beschermd door Günzel I, aan de kerstening van zijn regeringsgebied.
Toen de Abodritische vorst Pribislav in 1167 door Hendrik de Leeuw beleend werd met het vroegere gebied van de Abodriten, mocht Günzel de burcht van Schwerin en het omvangrijke gebied daarrond behouden. Dit gebied zou tot in 1358 in de handen van hem en zijn nakomelingen blijven.
In 1172 begeleidde hij Hendrik de Leeuw op diens pelgrimstocht naar het Heilige Land. Toen de macht van Hendrik begon ingeperkt te worden, vroeg hij de hulp van Günzel, maar ook hij kon niet verhinderen dat Hendrik de Leeuw in 1180 zijn gebieden verloor. 
In 1185 overleed Günzel I van Schwerin en werd hij bijgezet in de Dom van Schwerin.

## Huwelijk en nakomelingen
Rond het jaar 1150 huwde hij met Oda van Lüchow, die in 1190 overleed. Ze kregen volgende kinderen:
- Herman (circa 1155 - 1228/1230), van 1191 tot 1195 tegenbisschop van Schwerin
- Helmhold I (overleden in 1206), van 1185 tot 1194 graaf van Schwerin
- Günzel II (overleden in 1221), van 1194 tot 1221 graaf van Schwerin
- Hendrik I (circa 1155-1128), van 1194 tot 1228 graaf van Schwerin
- Frederik I (circa 1158-1239), van 1238 tot 1239 bisschop van Schwerin
- Ida, huwde met graaf Nicolaas van Halland, buitenechtelijke zoon van koning Waldemar II van Denemarken